# 李郢孜镇
李郢孜镇，是中华人民共和国安徽省淮南市谢家集区下辖的一个乡镇级行政单位。

## 行政区划
李郢孜镇下辖以下地区：
河东社区、河西社区、春申社区、建设社区、新工社区、赖山村、孟岗村、新河村、北梨园村、范圩村、隗店村、安徽淮南工业园社区和淮南市园艺场生活区。